# Sarcocapnos baetica
Sarcocapnos baetica es una especie de plantas de la subfamilia Fumarioideae, familia Papaveraceae. 

## Descripción
Es una planta perenne que alcanza un tamaño de 5-10 cm, muy variable. Tallos con los pecíolos de las hojas viejas persistentes. Hojas con 1-6(8) segmentos. Flores 5-6 mm, blancas, con espolón rudimentario. Fruto 3,5-4 mm, con costillas laterales poco más estrechas que el margen.

## Taxonomía
baetica baetica  fue descrita por Carl Fredrik Nyman y publicado en Consp. Fl. Eur. 1: 26. 1878
Etimología
baetica: epíteto geográfico que alude a su localización en la Betica.
Sinonimia
- Aplectrocapnos boetica Boiss. & Reut.
- Aplectrocapnos integrifolia Boiss.
- Sarcocapnos integrifolia (Boiss.) Cuatrec.[3]
- Aplectrocapnos baetica Boiss. & Reut. in Boiss.
- Sarcocapnos crassifolia var. baetica (Boiss.) Pau
- Sarcocapnos enneaphylla var. baetica (Boiss. & Reut.) Pau
- Sarcocapnos integrifolia var. baetica (Boiss. & Reut.) Cuatrec.
- Sarcocapnos trifoliolata Gand.[4]

## Nombres comunes
- Castellano: zapaticos del Señor.[4]